# ماسیمو استراتزر
ماسیمو استراتزر (ایتالیایی: Massimo Strazzer؛ زادهٔ ۱۷ اوت ۱۹۶۹) دوچرخه‌سوار اهل ایتالیا است.